# Ghazi Amanullah Khan Regional One Day Tournament 2023/24
Das Ghazi Amanullah Khan Regional One Day Tournament 2023 war die sechste Saison des nationalen List-A-Cricket-Wettbewerbes in Afghanistan, der vom 29. Oktober bis zum 20. November 2023 ausgetragen wurde. Im Finale konnte sich der Boost Region mit 129 Runs gegen den Amo Region durchsetzen.

## Format
Die fünf Mannschaften spielen in einer Gruppe zweimal gegen jede andere Mannschaft. Für einen Sieg gibt es zwei Punkte, für ein Unentschieden oder No Result einen und für eine Niederlage keinen Punkt. Der Gruppenerste und Gruppenzweite bestreiten das Finale.

## Resultate
Tabelle
|                    | Sp. | S | N | NR | P  | NRR    |
| ------------------ | --- | - | - | -- | -- | ------ |
| Amo Region         | 8   | 5 | 3 | 0  | 10 | +0.615 |
| Boost Region       | 8   | 5 | 3 | 0  | 10 | +0.355 |
| Band-e-Amir Region | 8   | 4 | 4 | 0  | 8  | −0.308 |
| Spin Ghar Region   | 8   | 3 | 5 | 0  | 6  | +0.069 |
| Mis Ainak Region   | 8   | 3 | 5 | 0  | 6  | −0.704 |

Spiele
| 29. Oktober Scorecard | Dschalalabad | Mis Ainak Region 102 (25.3)      | – | Amo Region 103-7 (25) |
|                       |              | Amo Region gewinnt mit 3 Wickets |   |                       |

| 30. Oktober Scorecard | Dschalalabad | Band-e-Amir Region 37 (21)             | – | Spin Ghar Region 38-5 (11) |
|                       |              | Spin Ghar Region gewinnt mit 5 Wickets |   |                            |

| 31. Oktober Scorecard | Dschalalabad | Mis Ainak Region 183-8 (45/45)                  | – | Boost Region 187-2 (35.3/45) |
|                       |              | Boost Region gewinnt mit 8 Wickets (D/L method) |   |                              |

| 1. November Scorecard | Dschalalabad | Spin Ghar Region 157 (40.1/45)                | – | Amo Region 159-2 (32.1/45) |
|                       |              | Amo Region gewinnt mit 8 Wickets (D/L method) |   |                            |

| 2. November Scorecard | Dschalalabad | Boost Region 239-6 (45/45)                            | – | Band-e-Amir Region 243-4 (42.2/45) |
|                       |              | Band-e-Amir Region gewinnt mit 6 Wickets (D/L method) |   |                                    |

| 3. November Scorecard | Dschalalabad | Mis Ainak Region 196 (41.2/45)                      | – | Spin Ghar Region 198-6 (40.2/45) |
|                       |              | Spin Ghar Region gewinnt mit 4 Wickets (D/L method) |   |                                  |

| 4. November Scorecard | Dschalalabad | Amo Region 236 (44.2/45)                        | – | Boost Region 237-2 (39.3/45) |
|                       |              | Boost Region gewinnt mit 8 Wickets (D/L method) |   |                              |

| 5. November Scorecard | Dschalalabad | Mis Ainak Region 250-9 (45/45)                    | – | Band-e-Amir Region 226 (44.3/45) |
|                       |              | Mis Ainak Region gewinnt mit 24 Runs (D/L method) |   |                                  |

| 6. November Scorecard | Dschalalabad | Boost Region 247-6 (45/45)                    | – | Spin Ghar Region 211 (41.3/45) |
|                       |              | Boost Region gewinnt mit 36 Runs (D/L method) |   |                                |

| 7. November Scorecard | Dschalalabad | Band-e-Amir Region 229-9 (45/45)              | – | Amo Region 235-6 (43.4/45) |
|                       |              | Amo Region gewinnt mit 4 Wickets (D/L method) |   |                            |

| 9. November Scorecard | Dschalalabad | Spin Ghar Region 189-5 (45/45)                  | – | Boost Region 190-4 (40.2/45) |
|                       |              | Boost Region gewinnt mit 6 Wickets (D/L method) |   |                              |

| 10. November Scorecard | Dschalalabad | Band-e-Amir Region 138 (31.5/32)                    | – | Mis Ainak Region 139-4 (30.2/32) |
|                        |              | Mis Ainak Region gewinnt mit 6 Wickets (D/L method) |   |                                  |

| 11. November Scorecard | Dschalalabad | Spin Ghar Region 176 (33.5/45)                | – | Amo Region 177-3 (28.2/45) |
|                        |              | Amo Region gewinnt mit 7 Wickets (D/L method) |   |                            |

| 12. November Scorecard | Dschalalabad | Band-e-Amir Region 246-7 (45/45)                    | – | Boost Region 187 (42.5/45) |
|                        |              | Band-e-Amir Region gewinnt mit 59 Runs (D/L method) |   |                            |

| 13. November Scorecard | Dschalalabad | Amo Region 254-6 (45/45)                            | – | Mis Ainak Region 255-4 (42.2/45) |
|                        |              | Mis Ainak Region gewinnt mit 6 Wickets (D/L method) |   |                                  |

| 14. November Scorecard | Dschalalabad | Band-e-Amir Region 236-5 (45/45)                   | – | Spin Ghar Region 229 (44.5/45) |
|                        |              | Band-e-Amir Region gewinnt mit 7 Runs (D/L method) |   |                                |

| 15. November Scorecard | Dschalalabad | Amo Region 287-6 (45/45)                   | – | Boost Region 283-8 (45/45) |
|                        |              | Amo Region gewinnt mit 4 Runs (D/L method) |   |                            |

| 16. November Scorecard | Dschalalabad | Mis Ainak Region 223 (44.3/45)                      | – | Spin Ghar Region 224-6 (39.5/45) |
|                        |              | Spin Ghar Region gewinnt mit 4 Wickets (D/L method) |   |                                  |

| 17. November Scorecard | Dschalalabad | Amo Region 151 (35.1/40)                              | – | Band-e-Amir Region 152-6 (30.1/40) |
|                        |              | Band-e-Amir Region gewinnt mit 4 Wickets (D/L method) |   |                                    |

| 18. November Scorecard | Dschalalabad | Boost Region 206 (44.4/45)                    | – | Mis Ainak Region 143 (27.2/45) |
|                        |              | Boost Region gewinnt mit 63 Runs (D/L method) |   |                                |

### Finale
| 20. November Scorecard | Dschalalabad | Boost Region 336-6 (45/45)                     | – | Amo Region 207 (39.1/45) |
|                        |              | Boost Region gewinnt mit 129 Runs (D/L method) |   |                          |